# Kulturhaus Milbertshofen

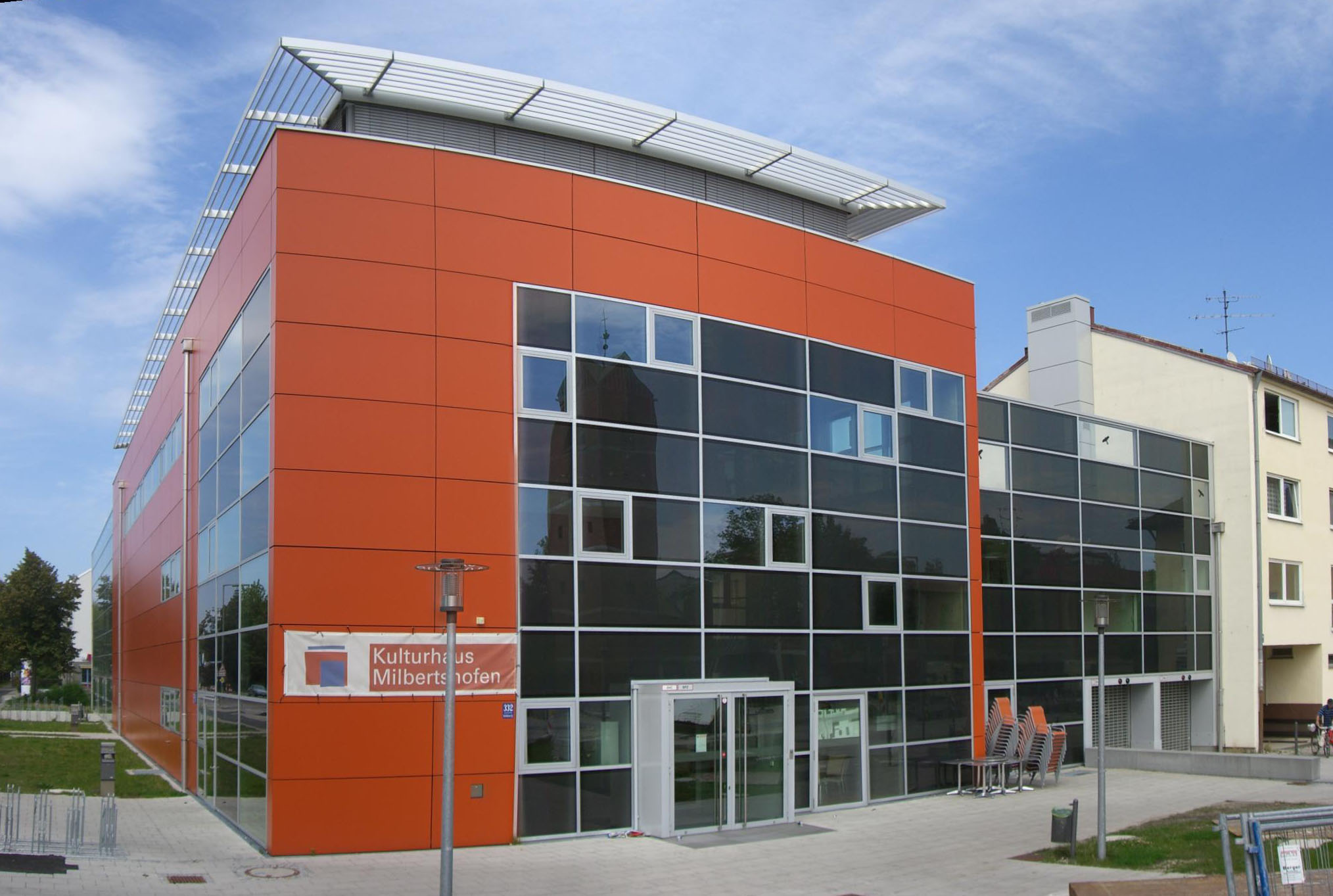
Das Kulturhaus Milbertshofen am Curt-Mezger-Platz im Münchner Norden.

Das Kulturhaus Milbertshofen befindet sich am Curt-Mezger-Platz im Münchner Stadtteil Milbertshofen und zieht mit seinen Angeboten jährlich ca. 60.000 Besucher an.

## Profil
Das Kulturhaus Milbertshofen bietet einen großen Saal, der auch für Kino- und Theatervorstellungen genutzt wird, zahlreiche Seminar- und Gruppenräume sowie Ausstellungsmöglichkeiten. Es ist ein Ort für Kulturschaffende, Künstler, Musiker, Bildungs- und Kulturveranstaltungen sowie Vereine, Initiativen und Institutionen.

## Geschichte
In den achtziger Jahren wurde erstmals ein Kulturzentrum für den Münchner Norden gefordert und bereits 1986 beschloss der Münchner Stadtrat dort ein Bürgerhaus zu bauen.
Der Ort hierfür sollte ein Grundstück an der Schleißheimer Straße zwischen Piccolomini- und Keferloherstraße sein. Dennoch konnte die Eröffnung erst fast zwanzig Jahre später gefeiert werden.
Lange Zeit war die Finanzierung das Hauptproblem für die Realisierung. So schlug Mitte der neunziger Jahre das Kulturreferat den Vereinen des Münchner Nordens vor, das gewünschte Haus in Eigenregie zu bauen – mit Baumaterial, dass durch einen Abriss in der Augustenstraße zur Verfügung gestellt werden sollte. Dieser Vorschlag fand aber keine Mehrheit bei den Vereinen. Drei Jahre später fand eine öffentliche Ausschreibung statt, doch es folgten zunächst keine weiteren Schritte.
Schließlich gründete sich 1997 der „Förderverein Bürgerhaus Milbertshofen“, um besser mit dem Kulturreferat zu verhandeln und um das Vorhaben stärker vorantreiben zu können. Zugleich wurde dem Verein und dessen Vorstand breite Unterstützung zugesagt – von Stadträten, Landtagsabgeordneten, vom Kulturreferat und Mitgliedern des zuständigen Bezirksausschusses. Eine symbolische Handlung des Fördervereins war die feierliche Enthüllung einer Bautafel im Rahmen eines Bürgerfestes, die versprach, dass noch im selben Jahr der Baubeginn erfolgen sollte. Hierfür wurde mit dem Architekturbüro Reichert, Pranschke, Maluche das Raumprogramm für die Hauptnutzflächen erstellt und eine Bedarfsplanung erarbeitet. In der Folgezeit wurde über das Projekt viel diskutiert und Pläne weiterentwickelt, doch am Ende kam es zu keiner Umsetzung.
Nachdem Milbertshofen in das Bund-/Länderprogramm „Soziale Stadt“ aufgenommen worden war, begannen Stadtteilpolitiker das Projekt voranzutreiben und erstellten ein finanzierbares Konzept. Im Rahmen von „Soziale Stadt“ war ein Sanierungsziel des Stadtrats, in Milbertshofen eine Einrichtung zur Stärkung kultureller und sozialer Aktivitäten zu realisieren. Diese sollte das Kulturhaus Milbertshofen werden, so dass im Mai 2001 der Münchner Stadtrat einstimmig für den Bau des Kulturhauses Milbertshofen stimmte. Im Herbst 2002 sollten die Bauarbeiten beginnen. Die Eröffnung war für Ende 2004 vorgesehen. Als Monate später der Stadtrat im Herbst 2002 den Bau des Jüdischen Museums beschloss, mussten die Pläne für das Kulturhaus Milbertshofen nochmals überarbeitet werden, da dorthin 800 Zivilschutzräume verlegt werden sollten.
Trotzdem konnte noch 2002 die Grundsteinlegung erfolgen. Der „Förderverein Bürgerhaus Milbertshofen“ löste sich im Mai 2004 auf, um noch vor der Eröffnung des Kulturhauses den „Trägerverein Kulturhaus Milbertshofen“ zu gründen. Im Dezember 2004 wurde im Stadtteilladen K 45 mit Unterstützung des Planungsreferates und des Kulturreferates ein Büro (kultur_vergnuegen) eingerichtet, um dort alle Aktivitäten bereits vor der Eröffnung des Kulturhauses zu koordinieren. Dieses Büro unterstützt seitdem bei allen Aktivitäten den Trägerverein des Kulturhauses.
Am 1. April 2025 übernahm das Euro-Trainings-Centre (ETC) die Trägerschaft des Kulturhauses.